# Лихая (река)
Лиха́я — река в Ростовской области России, правый приток Северского Донца (бассейн Дона). Длина 69 км, площадь бассейна 738 км².
На водоразделе рек Северский Донец и Лихая обнаружен курганный могильник Репный I.

## Описание
Берёт начало в 2,8 км к югу от станции Замчалово, в верховье получает сточные воды из водоотливов Лиховского и Замчаловского рудников. В верховьях Лихая — глубокая и широкая балка с мягко выработанными склонами, почти без выходов камня. Склоны её местами венчаются выступами песчаных и известковых пород. Рощицы верб, небольшие хутора, редко разбросанные строения шахт — мало разнообразят эту долину. Воды в ней немного, но местами она задержана невысокими греблями.
Лихая — тип древней балки, испытавшей неоднократное одряхление и омоложение. Почва её склонов пестра и оттого разнообразен растительный покров. Местами выступает каменная россыпь, местами краснеет обнажённая глина. Солонцеватые пространства заросли сизой полынью, местами желтеют пучки тырсы. В глубине балки на намытом со склонов мощном слое чернозёма — пышная растительность, но в общем вид по долине Лихой неприветлив.
В верхнем течении река очень извилиста, особенно между хуторами Тациным и Богураевым; в среднем течении она прямолинейна, а в нижнем — снова извилиста. Река в общем маловодна и неглубока; однако, имеются, особенно в нижнем течении, большие плёсы с глубинами до 6 метров.

## Притоки
Боковые её притоки-балки невелики по размерам и не глубоки:
- Мечетная